# Oeiras
Oeiras je portugalské město v lisabonské metropolitní oblasti. Žije v něm téměř 170 000 obyvatel. Nachází se v blízkosti pobřeží Atlantského oceánu, u ústí řeky Tajo.
V 18. století zde byla postavena rezidence markýze z Pombal, prvního ministra za osvícenského panovníka Josefa I., který vedl přestavbu okolí Lisabonu po zemětřesení v roce 1755. Dodnes je ve městě jeho zámek s rozsáhlým francouzským parkem.

## Ekonomika, cestovní ruch a sport

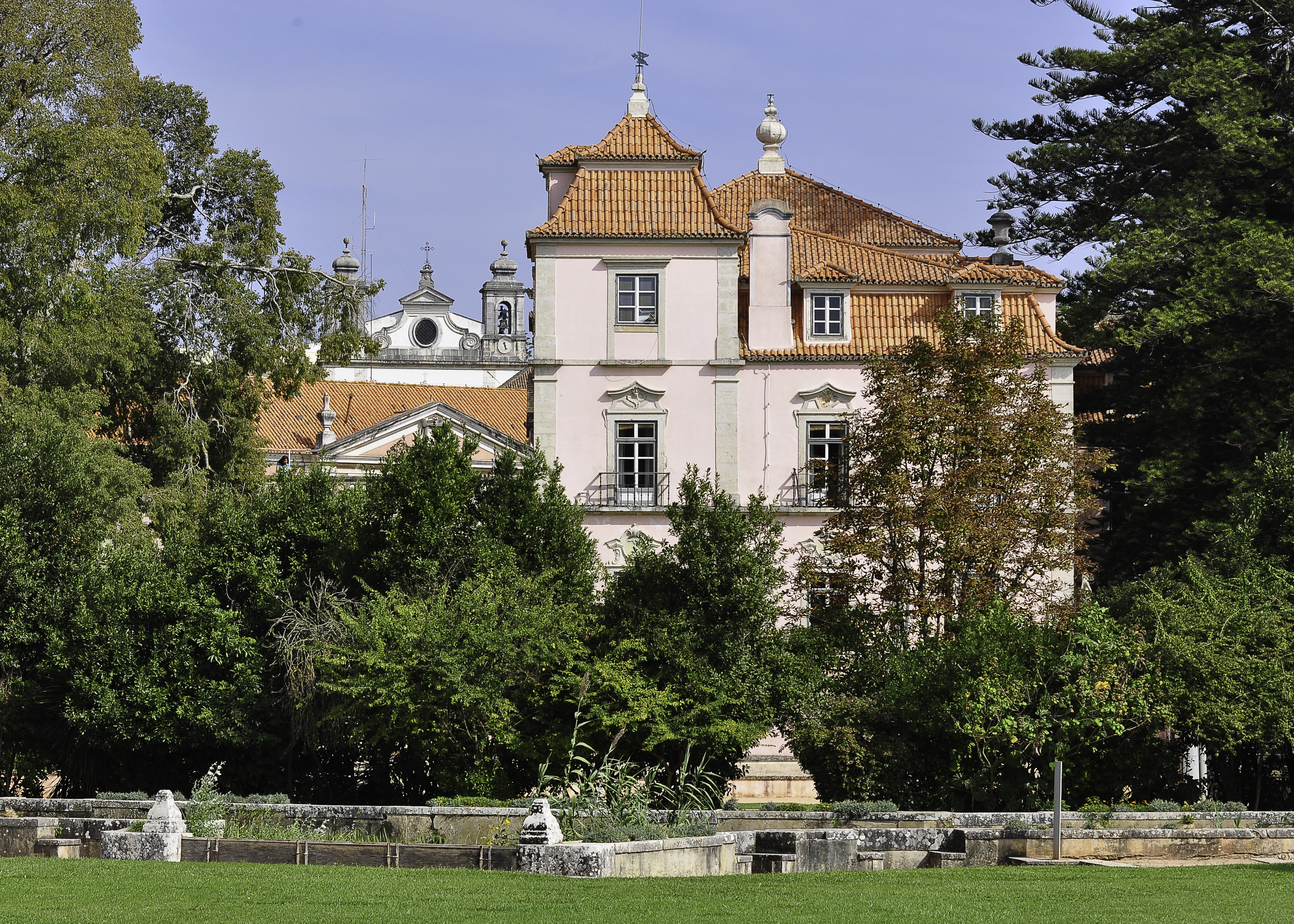
Zámek markýze z Pombal

Na severu města se nachází pobočky celosvětových firem, včetně Nestlé, General Electric, Hewlett-Packard, Samsung a dalších.
Každoročně se v něm koná tenisový turnaj Portugal Open, dříve nazývaný Estoril Open (Estoril je 13 km vzdálené předměstí Lisabonu). Událost se však odehrává na antukových kurtech místního klubu.
Město je známým turistickým střediskem.